# Université de Sebha
L'Université Sebha est une université publique située dans la ville méridionale de Sebha, en Libye, avec des campus à Sebha, Murzuq, Brak et Ghat.
L'université décerne des diplômes de licences et de maîtrises. 

## Histoire
Le début de l’Université Sebha remonte à 1976, année où la Faculté d’éducation a été créée en tant que branche de l’Université de Tripoli et plus tard à l’Université Sebha. L’Université Sebha a été fondée en 1983 en tant qu’université indépendante et a été à l’origine des deux facultés d’éducation et de sciences. Les facultés de médecine, d’agriculture, de sciences de l’ingénierie, de technologie, d’économie et de comptabilité ont ensuite été ajoutées à l’Université Sebha. Ainsi, le nombre de facultés universitaires a atteint dix-neuf facultés situées dans différentes régions du Sud. Le nombre d'étudiants étudiant à l'université de Sebha jusqu'en 2016 était de 25726 étudiants.

## Facultés
Il y a neuf facultés et écoles à l'université de Sebha,:
- Faculté d'Agriculture
- Faculté des sciences
- Faculté d'Art et d'Education
- Faculté de médecine
- Faculté de génie Technologie: Brack
- Faculté d'éducation physique (hommes seulement): Ghat
- Faculté d'Economie et de Comptabilité: Murzuq
- Faculté d'éducation: Obare